# Adèle Haenel
Adèle Haenel (Parijs, 11 februari 1989) is een Franse actrice. Ze ontving verschillende onderscheidingen, waaronder twee Césars (filmprijs) op zeven nominaties en één Prix Lumières. 
Haenel begon haar carrière als kinderactrice. Ze ontving haar eerste César-nominatie voor de rol van Floriane in de debuutfilm van Céline Sciamma, Naissance des pieuvres. Deze film betekende ook het begin van haar lange professionele en persoonlijke relatie met regisseur Céline Sciamma. In 2012 werd ze nogmaals genomineerd voor de César voor beste jong vrouwelijk talent voor haar rol in L'Apollonide : Souvenirs de la maison close om vervolgens in 2014 de César voor beste vrouwelijke bijrol te winnen in het drama Suzanne en in 2015 de César voor beste actrice in de romantische komedie Les Combattants. 

## Biografie

### Jeugd en studies
Adèle Haenel werd geboren op 1 januari 1989 te Parijs en groeide op in Montreuil-sous-Bois, in wat zij omschrijft als een 'redelijk linksgezinde, artistieke buurt'. Zij is de dochter van een lerares en een Oostenrijkse vader die werkte als vertaler. Op vijfjarige leeftijd begon zij met acteren in het plaatselijke theater.
Haenel studeerde economie en sociale wetenschappen aan het Lycée Montaigne. Ze was van plan om HEC Parijs te volgen en een voorbereidende cursus te volgen, maar slaagde uiteindelijk niet voor het toelatingsexamen. Haenel vervolgde haar studie economie en sociologie en behaalde uiteindelijk een masterdiploma. Ze volgde ook studies natuurkunde en mariene biologie.

### Carrière
Haenel maakte haar filmdebuut in 2002 op 12-jarige leeftijd en speelde een autistisch meisje in de film Christophe Ruggia's Les Diables. Ze was gekozen voor de hoofdrol nadat ze haar broer had vergezeld naar de auditie. Na Les Diables nam Haenel een acteerpauze van vijf jaar. In 2007 overhaalde casting director Christel Baras (die haar ook had gecast voor Les Diables) Haenel om haar filmcarrière te hervatten en de rol van een synchroonzwemster in Céline Sciamma's debuutfilm Naissance des pieuvres op te nemen. Voor haar rol ontving Haenel een nominatie voor de César voor beste jong vrouwelijk talent in 2008. 
In 2012 werd ze genomineerd in dezelfde categorie voor L'Apollonide: Souvenirs de la maison close (2011), een periodefilm geregisseerd door Bertrand Bonello, waarin ze een prostituee in een luxueus Parijs bordeel aan het begin van de twintigste eeuw speelde. Ze ontving ook de Prix Lumières voor meest veelbelovende actrice, samen met haar co-sterren Céline Sallette en Alice Barnole.
Haenel speelde een van de twee zussen in Suzanne (2013) van Katell Quillévéré, waarvoor ze de César voor beste vrouwelijke bijrol ontving. In 2014 speelde Haenel in de romantische komedie Les Combattants van Thomas Cailley als Madeleine, een voortijdig schoolverlater en survivalist. Voor haar optreden won ze de César voor beste actrice. In hetzelfde jaar speelde Haenel samen met Catherine Deneuve in André Téchinés misdaaddrama L'Homme qu'on aimait trop, de dochter van een casino-eigenaar. Voor haar rollen in beide films ontving Haenel een nominatie voor beste actrice bij de 20e Prix Lumières.
In 2016 maakte Haenel haar Duitstalige debuut in de film Die Blumen von gestern, waarin ze de Franse afstammeling van Duitse Holocaust-overlevenden speelde.
In de Robin Campillo-film 120 battements par minute uit 2017 portretteerde Haenel Sophie, een eigenzinnige Hiv/Aids-activiste van het Parijse hoofdstuk van ACT UP. Voor haar rol ontving ze een nominatie voor de César voor beste vrouwelijke bijrol.
Haenel speelde in 2018 een weduwe-detective gestationeerd op de Franse Rivièra in de Pierre Salvadori-misdaadkomedie En liberté!. Ze werd opnieuw genomineerd voor de César voor beste actrice.
In 2019 verscheen Haenel in drie films die op het Filmfestival van Cannes speelden: Quentin Dupieux' Le Daim, Aude Léa Rapins Les héros ne meurent jamais en Céline Sciamma's Portrait de la jeune fille en feu. In Portrait de la jeune fille en feu, portretteerde Haenel, de jonge aristocrate Héloïse, in een 18e-eeuws Bretagne, die wordt uitgehuwelijkt aan een edelman uit Milaan. Haenel werd genomineerd voor de César voor beste actrice voor haar rol, haar zevende César nominatie.
In mei 2023 kondigde Haenel haar afscheid van de filmindustrie aan in een brief die werd gepubliceerd in het Franse tijdschrift Télérama, waarin ze "zelfgenoegzaamheid" aanhaalde met betrekking tot degenen die ervan worden beschuldigd seksuele roofdieren te zijn, waaronder Gérard Depardieu, Roman Polański en Dominique Boutonnat.

### Privéleven
Haenel kwam uit als lesbienne in 2014 tijdens haar César-prijsacceptatietoespraak en maakte haar relatie met regisseur Céline Sciamma bekend, die ze ontmoette op de set van Naissance des pieuvres. Het stel ging in 2018 minnelijk uit elkaar, kort voordat ze aan Portrait de la jeune fille en feu begonnen. In 2018 had ze een relatie met muzikant en zangeres Julia Lanoë van de band Sexy Sushi.
Haenel identificeert zich als een feministe. Ze is een prominent gezicht van de Franse #MeToo-beweging en was de eerste prominente actrice die in het openbaar sprak over misbruik binnen de Franse filmindustrie. In een Mediapart-interview in november 2019 beschuldigde Haenel regisseur Christophe Ruggia ervan haar vanaf haar twaalfde tot vijftiende seksueel lastig te vallen nadat hij haar had gecast in zijn film Les Diables. 
Na de ervaring overwoog ze om het acteren helemaal op te geven. Haenels verhaal werd ondersteund door veel mensen die aan de film hadden gewerkt en Ruggia's ongepast gedrag jegens haar hadden opgemerkt, samen met brieven die hij haar destijds had geschreven waarin hij zijn liefde voor haar verkondigde. Als gevolg hiervan werd Ruggia verbannen uit de Société des réalisateurs de films, de gilde voor Franse regisseurs. Hoewel Haenel er expliciet voor had gekozen om niet met haar beschuldigingen naar de politie te gaan, en beschuldigde het rechtssysteem ervan "weinig seksuele delinquenten veroordelen" en voegde toe "de justitie ons negeert, negeren we de justitie". De publiciteit die ze kreeg door haar interviews over het misbruik leidde ertoe dat het parket van Parijs aankondigde dat ze Ruggia aan het onderzoeken waren. Haenel veranderde later van gedachten over het werken met de politie en diende eind november 2019 officieel een klacht in tegen Ruggia. In januari 2020 beschuldigde de politie Ruggia officieel van seksuele agressie tegen een minderjarige door een persoon met autoriteit en seksuele intimidatie.
Op 28 februari 2020 verliet Haenel de 45e César-ceremonie nadat Roman Polański, die werd veroordeeld voor het verkrachten van de 13-jarige Samantha Geimer, de prijs voor beste regisseur won voor zijn film J'accuse. Toen Haenel wegging, zwaaide ze met haar vuist en riep 'La honte!' ("Schande!"). Na het verlaten van de zaal, werd ze gefilmd terwijl ze sarcastisch klapte en "Bravo la pédophilie!" ("Bravo aan pedofilie!").

## Filmografie

### Langspeelfilms
- 2002: Les Diables van Christophe Ruggia: Chloé
- 2007: Naissance des pieuvres van Céline Sciamma: Floriane
- 2011: Après le sud van Jean-Jacques Jauffret: Amélie
- 2011: En ville van Valérie Mréjen en Bertrand Schefer: Isabelle
- 2011: L'Apollonide: Souvenirs de la maison close van Bertrand Bonello : Léa
- 2012: Confession d'un enfant du siècle van Sylvie Verheyde
- 2012: Trois mondes van Catherine Corsini : Marion
- 2012: Alyah d'Elie Wajeman : Jeanne
- 2013: Suzanne van Katell Quillévéré: Maria
- 2014: L'Homme qu'on aimait trop van André Téchiné: Agnès Le Roux
- 2014 : Les Combattants van Thomas Cailley: Madeleine Beaulieu
- 2015: La Chambre Interdite van Guy Maddin en Evan Johnson: de invalide
- 2016: Les Ogres van Léa Fehner: Mona
- 2016: La Fille inconnue van de gebroeders Jean-Pierre en Luc Dardenne: Jenny
- 2016: Nocturama van Bertrand Bonello: de vrouw met de fiets
- 2016: Die Blumen von gestern van Chris Kraus: Zazie
- 2017: Orpheline van Arnaud des Pallières: Renée
- 2017: 120 battements par minute van Robin Campillo: Sophie
- 2018: En liberté! van Pierre Salvadori: Yvonne
- 2018: Un peuple et son roi van Pierre Schoeller: Françoise
- 2019: Le Daim van Quentin Dupieux: Denise
- 2019: Portrait de la jeune fille en feu van Céline Sciamma: Héloïse
- 2019: Les héros ne meurent jamais van Aude-Léa Rapin: Alice

### Kortfilms
- 2009: Les Grandes Forêts van Frédéric Guelaff: Lise
- 2009: Pauline van Céline Sciamma: De vriendin van Pauline
- 2010: Adieu Molitor van Christophe Régin
- 2011: Une heure avec Alice van Jean-Paul Civeyrac: Alice
- 2011: Les Enfants de la nuit van Caroline Deruas-Garrel en Olivier Berlemont: Henriette
- 2011: Folks van Frédéric Guelaff

### Televisie
- Déchaînées (2009)
- Goldman (2011)

## Prijzen en nominaties[28]
De belangrijkste:
| Jaar | Prijs               | Categorie                    | Film                                        | Uitslag     |
| ---- | ------------------- | ---------------------------- | ------------------------------------------- | ----------- |
| 2020 | César               | Beste actrice                | Portrait de la jeune fille en feu           | Genomineerd |
| 2019 | César               | Beste actrice                | En liberté!                                 | Genomineerd |
| 2018 | César               | Beste vrouwelijke bijrol     | 120 battements par minute                   | Genomineerd |
| 2015 | César               | Beste actrice                | Les Combattants                             | Gewonnen    |
| 2015 | Prix Lumières       | Beste actrice                | Les Combattants                             | Genomineerd |
| 2015 | Romy Schneiderprijs |                              |                                             | Gewonnen    |
| 2014 | César               | Beste vrouwelijke bijrol     | Suzanne                                     | Gewonnen    |
| 2012 | César               | Beste jong vrouwelijk talent | L'Apollonide : Souvenirs de la maison close | Genomineerd |
| 2012 | Prix Lumières       | Beste jong vrouwelijk talent | L'Apollonide : Souvenirs de la maison close | Gewonnen    |
| 2008 | César               | Beste jong vrouwelijk talent | Naissance des pieuvres                      | Genomineerd |